# Gelis areolatus
Gelis areolatus là một loài tò vò trong họ Ichneumonidae.